# Cupa Moldovei 2006-2007
La Cupa Moldovei 2006-2007 è stata la 16ª edizione della coppa nazionale disputata in Moldavia tra il 27 agosto 2006 (data del primo turno preliminare) e il 9 maggio 2007. Vincitore della competizione è stato lo Zimbru Chișinău, al suo quinto titolo.

## Ottavi di finale
Gli incontri di andata si sono disputati il 27 e 28 settembre 2006.
| Squadra 1              | Risultato       | Squadra 2               |
| ---------------------- | --------------- | ----------------------- |
| Sheriff Tiraspol       | 11 - 1          | Viișoara Mileștii Mici  |
| Tiligul-Tiras Tiraspol | 12 - 0          | Flacăra Fălești         |
| Zimbru Chișinău        | 2 - 0           | Rapid Ghidighici        |
| FC Floreni             | 2 - 2 (3-4 dtr) | Dinamo Bender           |
| Cahul 2005             | 0 - 2           | FC Tiraspol             |
| Kolos Copceac          | 1 - 2           | Dacia Chișinău          |
| Olimpia Bălți          | 0 - 3           | Nistru Otaci            |
| Podiș Inești           | 0 - 3           | FC Politehnica Chișinău |

## Quarti di finale
Gli incontri di andata si sono disputati il 18 e 19 ottobre mentre quelli di ritorno il 1º novembre 2006.
| Squadra 1              | Totale      | Squadra 2               | Andata | Ritorno |
| ---------------------- | ----------- | ----------------------- | ------ | ------- |
| Tiligul-Tiras Tiraspol | 0 - 4       | Sheriff Tiraspol        | 0 - 0  | 0 - 4   |
| Zimbru Chișinău        | 4 - 0       | FC Politehnica Chișinău | 4 - 0  | 0 - 0   |
| FC Tiraspol            | 3 - 3 (gfc) | Dinamo Bender           | 1 - 1  | 2 - 2   |
| Dacia Chișinău         | 3 - 3 (gfc) | Nistru Otaci            | 3 - 1  | 0 - 2   |

## Semifinale
Gli incontri di andata si sono disputati il 7 mentre quelli di ritorno il 22 e 23 aprile 2007.
| Squadra 1       | Totale | Squadra 2        | Andata | Ritorno |
| --------------- | ------ | ---------------- | ------ | ------- |
| Zimbru Chișinău | 3 - 2  | Sheriff Tiraspol | 2 - 1  | 1 - 1   |
| Nistru Otaci    | 3 - 1  | FC Tiraspol      | 1 - 0  | 2 - 1   |

## Finale
| Arbitro: | Vlk |

|              |           |  |
| Cojocari 89’ | Marcatori |  |